# GE C44EMi

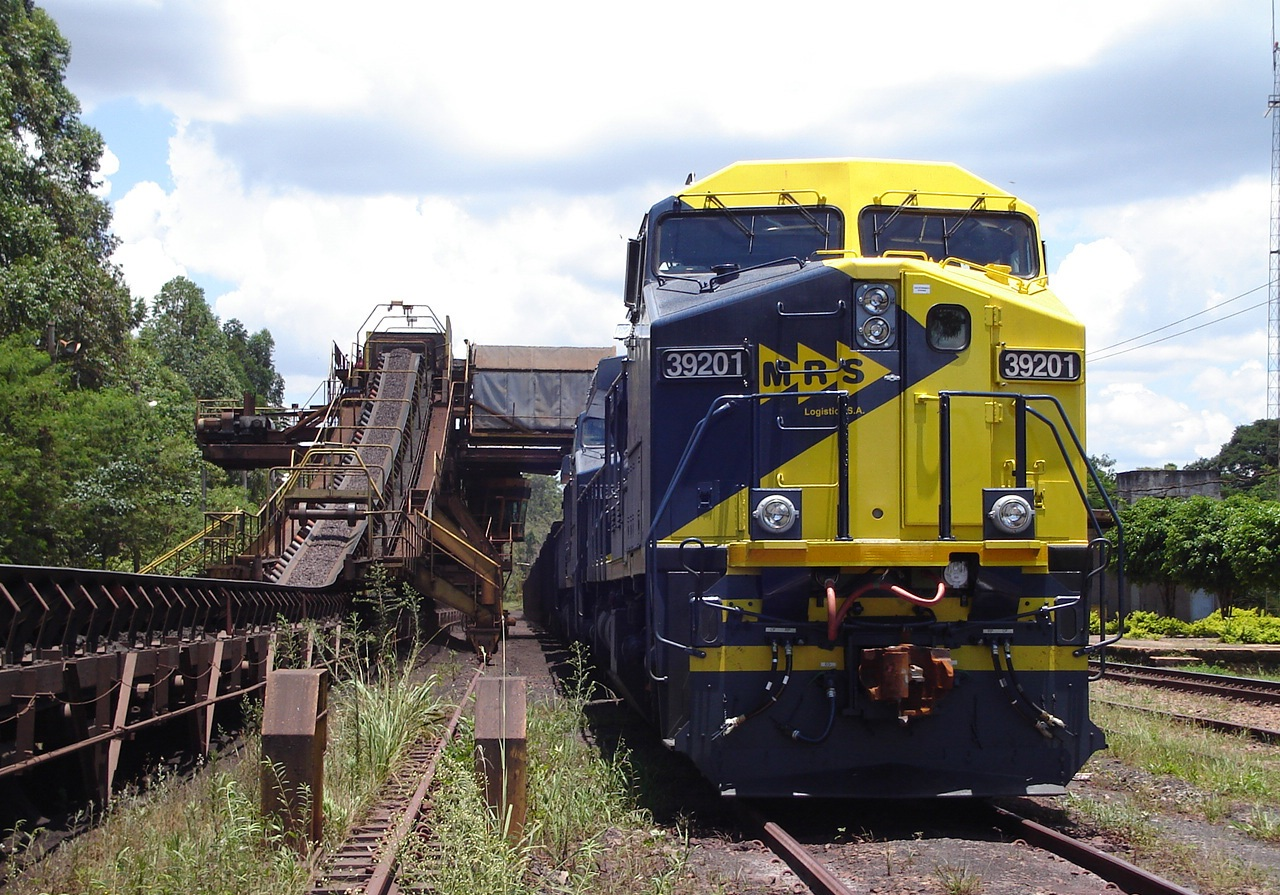
Locomotiva C44EMi (#3920-1) da MRS carregando um trem de minério em Casa de Pedra

A GE C44EMi é uma locomotiva diesel-elétrica produzida pela GE entre 2006 e 2008, que é utilizada pela MRS Logística S.A. e pela Estrada de Ferro Carajás. Seu projeto é muito similar aos das locomotivas Dash 9 (C44-9WM) compradas pela EFC e Ferronorte, e por todas as grandes operadoras ferroviárias americanas.
Comparando a C38EMi, não há diferenças estéticas em relação as Dash 9 (C44-9WM). As diferenças são internas: controle de sistemas operado por um microprocessador eletrônico, motor diesel com injeção eletrônica de combustivel e 3800HP de potência.
Inicialmente foram compradas 40 locomotivas C38EMi (3800HP), que foram gradativamente convertidas em C44EMi (4400HP), mediante alterações dos softwares de controle da injeção eletrônica.
No final de 2016, 23 unidades foram compradas pela EFC para o projeto S11D da Vale, elas chegaram em 2017, mantendo a ordem numérica original. São elas: 3932, 3938, 3939, 3948, 3949, 3952, 3953, 3957, 3958, 3959, 3960, 3961, 3967, 3969, 3973, 3976, 3977, 3978, 3979, 3982, 3983, 3984 e 3985.
Atualmente a MRS conta com 61 C44EMi em operação, a unidade 3910, até então com quase 2 anos em operação, foi baixada em 2008 após sofrer um acidente no trecho P2-04 em Furnas.

## Tabela
| Modelo  | Potência (HP) | Bitola (m) | Fabricante       | Origem | Ano de Fabricação | Quantidade | Números     | Ferrovia  |
| ------- | ------------- | ---------- | ---------------- | ------ | ----------------- | ---------- | ----------- | --------- |
| C38-EMi | 3800          | 1,600      | General Electric | EUA    | 2006 - 2007       | 40         | 3901 a 3940 | MRS e EFC |
| C44-EMi | 4400          | 1,600      | General Electric | EUA    | 2007 - 2008       | 45         | 3941 a 3985 | MRS e EFC |

## Modelos

### C38EMi
Locomotiva projetada e construída especialmente para a MRS devido ao gabarito liliputiano da “Linha do Centro”, da antiga Central do Brasil, seu projeto é basicamente o mesmo das C44-9W muito utilizado pelas ferrovias americanas.

### C44EMi
Externamente idêntica ao modelo C38-EMi, sendo necessária alteração do software de controle do sistema de injeção de combustível para aumento de potência de 3.800 para 4.400 HP.

## Curiosidades
- São classificadas como Dash 9, entretanto utilizam truques dos modelos Dash 8.
- Possui a cabine chanfrada devido as restrições de gabarito existentes nas linhas operadas pela MRS.
- Possui o corpo da Dash 8 (mais curto) porém com os radiadores da Dash 9.